# Sytuacja prawna i społeczna osób LGBT w Grecji

Tęczowa flaga – symbol społeczności LGBT

Tęczowa flaga w kształcie Grecji

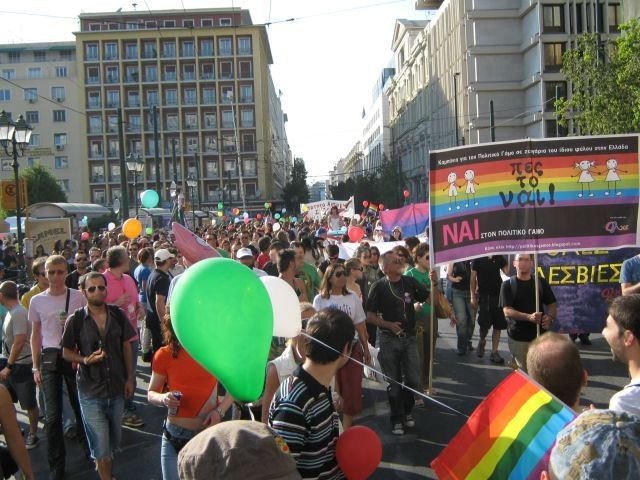
Gay Pride w Atenach w marcu 2008 r.

## Prawo a dyskryminacja osób homoseksualnych
W greckim prawie kontakty homoseksualne są legalne od 1952 roku, a w 1987 zrównano ze sobą wiek osób legalnie dopuszczających się kontaktów homo- i heteroseksualnych, choć poczyniono wyjątek dla seksu analnego, który jest legalny od 17. roku życia dla mężczyzn. Pozostałe formy kontaktów seksualnych są legalne od ukończenia 15. roku życia. Drugim dyskryminującym prawem jest uchwalone w 1981 roku zezwolenie policji na zmuszanie mężczyzn homoseksualnych (lesbijki i heteroseksualistów nie) do robienia testów na obecność chorób przenoszonych drogą płciową. Geje nie są wykluczeni ze służby wojskowej z powodu swojej orientacji seksualnej.

## Ochrona prawna przed dyskryminacją

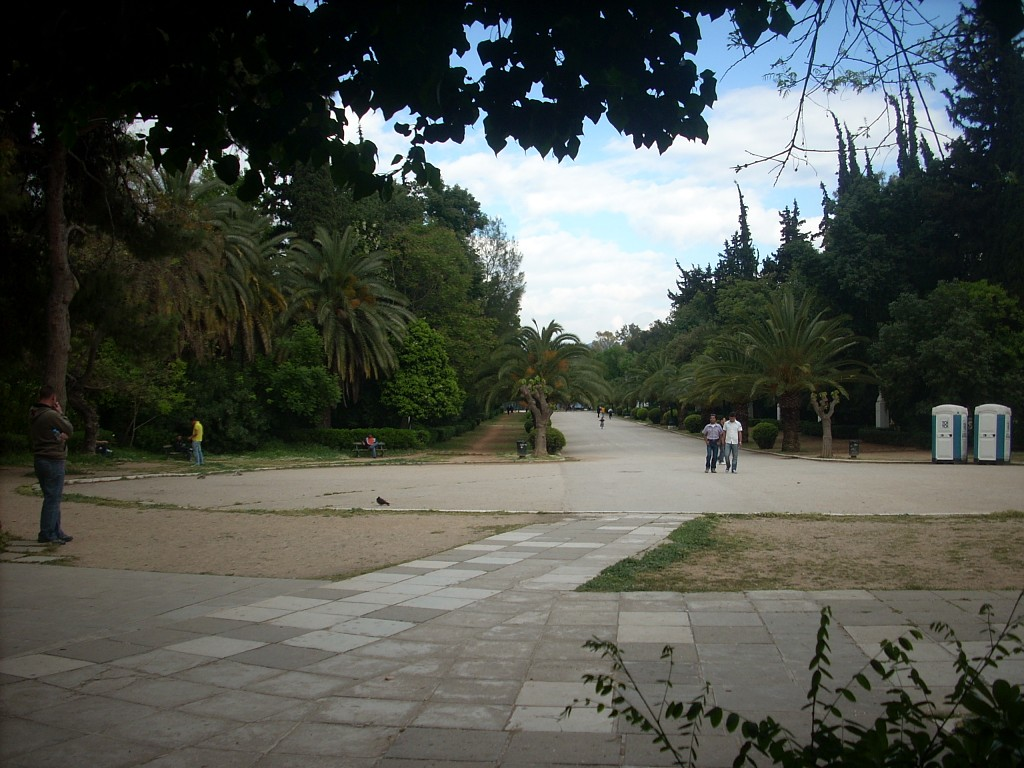
Park Pedion tou Areos – jedno z miejsc gejowskich randek w Atenach

Grecka konstytucja nie wymienia orientacji seksualnej jako kategorii niemogącej podlegać dyskryminacji. Jedyny zakaz dyskryminacji ze względu na orientację seksualną został zawarty w kodeksie karnym i obejmuje różne dziedziny życia, w tym miejsce pracy. Przepisy te obowiązują w kraju od 2005. Grecja przyjęła obie dyrektywy Unii Europejskiej dotyczące przeciwdziałania dyskryminacji, między innymi przez wzgląd na orientację seksualną.

## Uznanie związków osób tej samej płci
Związki partnerskie w Grecji zostały wprowadzone w grudniu 2015. Grecki parlament przyjął ustawę stosunkiem głosów 193:56, przyjęto głosami rządzącej partii Syriza oraz części opozycji.
Przed gmachem parlamentu zgromadziło się przed głosowaniem kilkuset demonstrantów popierających nową ustawę. Demonstrowali pod dużym transparentem z napisem „Miłość jest prawem”.
Przeciwko legalizacji homoseksualnych związków partnerskich ostro protestował wpływowy grecki kościół prawosławny.
Krajowa Komisja Praw Człowieka zaproponowała w 2005 przygotowanie projektu ustawy legalizującej związki partnerskie dla par zarówno tej samej, jak i przeciwnej płci. Projekt ten ma dawać parom tylko część praw z tych, jakie mają małżeństwa i wykluczyć możliwość adopcji dzieci. Grecki minister sprawiedliwości – Anastassis Papaligouras – zapowiedział w grudniu 2005, że projekt będzie legalizował jedynie konkubinaty i tylko par heteroseksualnych. O ujęcie w nowym projekcie par homoseksualnych upominają się socjaliści.
Obecnie lesbijki i samotne kobiety mogą korzystać z najnowszych technologii sztucznego zapłodnienia. Również każdy obywatel może indywidualnie adoptować dzieci.
W 2005 lewicowa partia SYN oficjalnie opowiedziała się za legalizacją pełnych małżeństw homoseksualnych. Zdecydowanie przeciwny temu był wiceminister rządu – Costas Karamanlis (ND). W czerwcu 2008 r. podjęta została po raz pierwszy próba zawarcia małżeństwa przez dwie pary homoseksualne, wykorzystująca lukę w prawie greckim. W maju 2009 małżeństwa zostały anulowane przez sąd na wyspie Rodos. Obie pary zapowiedziały apelację.
W lutym 2024 rząd Grecji zalegalizował małżeństwa jednopłciowe oraz możliwość adopcji dzieci przez pary jednopłciowe.

## Życie osóbLGBTw kraju

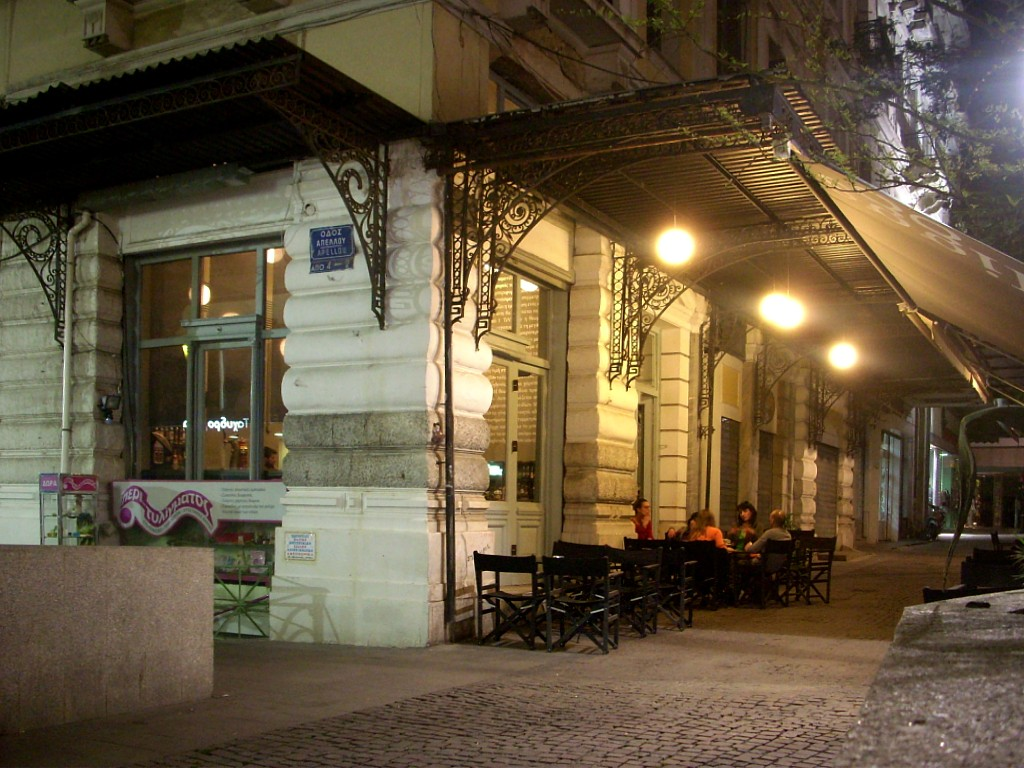
Gay-friendly pub „Higgs” w centrum Aten przy placu Kodzia. Greckie lokale tego typu nie posiadają żadnych oznaczeń

Według sondażu Eurobarometru, wykonanego na zlecenie Komisji Europejskiej w 2006 roku, 15% Greków popiera zalegalizowanie małżeństw homoseksualnych, a 11% nadanie praw adopcyjnych dla osób tej samej płci.
W Grecji istnieje duża scena gejowska, jej centrum są Ateny. W mieście znajduje się wiele lokali gejowskich i gay-friendly. Wydana wiosną 2009 r. broszura LGBT map city of Athens wymienia lokale zorientowane na klientów LGBT: 4 kawiarnie, 20 barów i restauracji, 8 klubów, 3 sauny, księgarnię i sexshop. Zrupowane są w sześciu rejonach miasta, przy czym największa ich liczba działa w rejonie Gazi-Keramikos. Informowano też o ukazujących się w Atenach czasopismach: „City Uncovered”, „Antivirus”, „Deon guide” i „Transexual vima”.
Nieco mniejszą, ale równie liczną sceną dysponuje turystyczna wyspa Mykonos. Ponadto praktycznie w każdym dużym (ponad 100 tys. mieszkańców) mieście i niektórych mniejszych, zwłaszcza turystycznych, istnieje przynajmniej jeden pub, w którym geje i lesbijki mogą czuć się w miarę swobodnie. W Atenach od 2007 r. pod koniec maja organizowany jest tygodniowy „Outview” Athens International Gay & Lesbian Film Festival.
W Atenach wydawane są gejowskie publikacje i działa kilka organizacji zajmujących się niesieniem pomocy przedstawicielom LGBT, a także walką z dyskryminacją:
- Σύμπpαξη κατά της Oμoφυλoφoβiαs (Koalicja przeciw Homofobii w Grecji),
- Σωματείο Αλληλεγγύης Τραβεστί & Τρανσέξουαλ Ελλάδος (Greckie Stowarzyszenie Solidarności Transwestytów i Transeksualistów),
- Ομοφυλοφιλικής Λεσβιακής Κοινότητας Ελλάδας (Grecka Wspólnota Homoseksualistów i Lesbijek).

Pierwsza manifestacja CSD – Athens Pride – zorganizowana została w 2005 roku pod hasłem Każde życie i miłość zasługuje na szacunek. Wzięło w niej udział według organizatorów około 1000 osób.
Grecki Kościół Prawosławny ma negatywne nastawienie wobec równouprawnienia mniejszości seksualnych. Propozycja legalizacji związków partnerskich w tym kraju spotkała się z jego silnym sprzeciwem.